# Jim Bunning
Pour les articles homonymes, voir Bunning.
James Paul David Bunning dit Jim Bunning (né le 23 octobre 1931 à Southgate (Kentucky) et mort le 26 mai 2017 à Fort Thomas (Kentucky)) est un homme politique américain, membre du Parti républicain, sénateur du Kentucky au Congrès des États-Unis de 1999 à 2011.
Ancien joueur professionnel de baseball élu au Temple de la renommée en 1996, il joue en Ligue majeure de baseball de 1955 à 1971 et, lanceur droitier, est connu pour avoir lancé le 7e match parfait de l'histoire en 1964.

## Baseball
Jim Bunning est un ancien joueur de baseball professionnel de la Ligue majeure au sein notamment des Tigers de Détroit, des Phillies de Philadelphie, des Pirates de Pittsburgh et des Dodgers de Los Angeles.
Le 21 juin 1964 pour Philadelphie, Bunning lance le 7e match parfait de l'histoire des Ligues majeures, dans une victoire de 6-0 des Phillies à New York sur les Mets.
Il termina sa carrière en 1971 chez les Phillies.
En 1996, il est élu au Temple de la renommée du baseball.

### Statistiques
| W   | L   | PCT   | ERA  | G   | GS  | CG  | SHO | SV | IP     | H    | ER   | R    | HR  | BB   | IBB | SO   | WP | HBP | BK |
| 224 | 184 | 0,549 | 3,27 | 591 | 519 | 151 | 40  | 16 | 3760,1 | 3433 | 1366 | 1527 | 372 | 1000 | 98  | 2855 | 47 | 160 | 8  |

## Politique
Il commence une carrière politique en 1977 au conseil municipal de Fort Thomas avant d'être élu au Sénat du Kentucky en 1979. 
En 1983, il ne se représenta pas au Sénat mais tente d'être élu gouverneur du Kentucky sous les couleurs républicaines mais il est battu par le lieutenant-gouverneur démocrate sortant, candidat au poste, Martha Layne Collins.
Quatre ans plus tard, Bunning est élu à la Chambre des représentants des États-Unis où il siègera jusqu'en 1998.
En 1998, il est élu au Sénat des États-Unis.
En 2004, il se représente pour un second mandat mais la campagne tourne à la controverse sur sa santé mentale. Celle-ci débute quand Bunning décrit son adversaire démocrate, Daniel Mongiardo, comme « ressemblant à l'un des fils de Saddam Hussein. » Elle se poursuit quand Bunning est accusé d'utiliser un téléprompteur lors d'un débat télévisé avec Mongiardo.
Malgré un budget initial de 6 millions de dollars contre 600 000 à Mongiardo et la popularité de George W. Bush dans l'État, Jim Bunning n'est réélu qu'avec 23 000 voix d'avance et 51 % des voix contre 49 % à Daniel Mongiardo.
En décembre 2006, il fut l'un des deux seuls sénateurs à voter contre la confirmation de Robert Gates au poste de secrétaire à la défense pour protester contre les critiques de ce dernier sur la gestion de la guerre en Irak et la proposition de Gates de discuter avec des pays comme l'Iran.